# Metasia cuencalis
Métasie de Castille
Espèce
Metasia cuencalis est une espèce de lépidoptères de la famille des Crambidae décrite en 1894 par l'entomologiste français Émile Louis Ragonot.

## Répartition
Cette espèce méditerranéenne se rencontre dans le sud de la France, l'Espagne ainsi qu'au Portugal. 

## Description
Ce petit papillon dont l'envergure ne dépasse pas les 20 mm, est caractérisé par des ailes antérieures grises brunâtres saupoudrées d'écailles granuleuses noires donnant un aspect noirâtre à l'insecte,. Deux lignes noires traversent les ailes antérieures, la seconde ne forme pas d'angle avec la nervure dorsale et se dilate graduellement sur la côte,. Les ailes postérieures sont d'une couleur plus unie, du fait que les écailles granuleuses noires soient plus fines,. 

## Biologie
Les imagos volent de début juin à début octobre dans les prairies sèches et les garrigues,.

## Liste des sous-espèces
Selon GBIF (18 août 2025) :
- Metasia cuencalis subsp. bourgognei Leraut, 2001
- Metasia cuencalis subsp. cuencalis

## Systématique
Le nom valide complet (avec auteur) de ce taxon est Metasia cuencalis Ragonot, 1894.
Ce taxon porte en français le nom vernaculaire ou normalisé suivant : Métasie de Castille.